# Carolina Miskovsky
Tina Carolina Miskovsky, född den 14 januari 1978 i Vännfors, är en svensk artist, musiker, låtskrivare och radioprogramledare.

## Biografi
Miskovsky, med musikaliska föräldrar från Tjeckien respektive Finland, har spelat musik under hela sitt liv och parallellt med detta åkt snowboard, studerat, dansat och idrottat. Hon är utbildad bergmaterialingenjör vid Luleå tekniska universitet 2002–2004, journalist 2017–2019 och har arbetat som programledare på Sveriges Radio för bland annat demo-musikprogrammet Hembränt på P4 Västerbotten, Svensktoppen nästa och Melodiradion.
Våren 2005 startade hon skivbolaget Baltic Records som hon drev tillsammans med Staffan Ling i Umeå. Hon spelade in sin första skiva under våren samma år och släppte den i november. Skivan heter Silence och består av låtar som hon till största del skrivit själv; några har skrivits ihop med andra låtskrivare. Musiken är countryinspirerad och rör sig mellan rock och singer/songwriter-genren.
2018 startade hon en duo med folkmusikern Daniel Pettersson (nyckelharpa) och under våren 2023 har de släppt låtar från kommande EP ”Before daylight”, under namnet Carolina Miskovsky & Daniel Pettersson.
Hon är syster till Nina och Lisa Miskovsky. Lisa och Carolina uppträdde under 10 år även som duo under namnet Honung Konung.

## Diskografi

### Album
- 2005 Silence
- 2023 Before daylight (Tillsammans med Daniel Pettersson)

### Singlar
- 2005 "Remember Me"
- 2005 "Like Wine"
- 2023 "Långa vägen hem" (Tillsammans med Daniel Pettersson)
- 2023 "Ändå bra" (Tillsammans med Daniel Pettersson)
- 2023 "Long gone before daylight" (Tillsammans med Daniel Pettersson)
- 2023 "Middleland" (Tillsammans med Daniel Pettersson)

### Övriga
- 2007 Medverkar på "Me" (från albumet "The 8th Sin" med Nocturnal Rites)